# 日本語訳
日本語訳（にほんごやく）は、日本語以外の言語による文書や会話などを日本語に翻訳（通訳）すること、また翻訳された文書や音声記録をいう。和訳（わやく）、邦訳（ほうやく）などとも言う。

## 概要
一度、日本語訳を行えば、日本語以外の言語に通じていない者であっても、日本語が理解できればその文書や会話を理解することができる。
歴史的に、日本と他国との間で、交易・外交・文化交流・渡航など国際交流の度合いが増すにつれて、当該他国が日本語を用いている特殊な場合を除き、日本語以外の言語にて書かれた情報が日本に流入してきた。しかしながら、当該言語を理解する能力を有さない場合には、それを理解することができないため、広く一般に当該情報を理解できるようにする上で、日本語訳の持つ意義は大きい。
古くは漢文で書かれた文書を訓読する方法が日本語訳と考えられ、江戸時代頃にはオランダ語の日本語訳が行われた（『解体新書』など）。開国後の明治時代には、ドイツ・フランス等、欧米の文化文物の日本語訳が盛んに行われ、そうした翻訳で得られた知識・技術は日本の文化に大きく影響を与えた。第二次世界大戦後には、アメリカ合衆国からの巨大な影響を受け、英語からの日本語訳が著しく多くなった。また20世紀末のインターネットにより国際間での情報の流通が比較的自由になされる現在においては、取得可能な情報としては英語で書かれた文献が多い。
日本語訳において、例えば「青」は単に色を示す以外にも信号や植物を示す場合がある。英語では青葉や青信号は「green」を用いるので直訳すると日本語での表現にならなくなる。

## 近代日本の名訳者
- 中野好夫
- 手塚富雄
- 神西清
- 呉茂一
- 北御門二郎
- 河野一郎
- 朱牟田夏雄
- 柴田元幸
- 平井呈一
- 平井肇